# Самарский театр драмы имени М. Горького
Сама́рский академи́ческий театр дра́мы имени М. Горького — один из старейших драматических театров России.
Расположен в городе Самаре, основан в 1851 году. Историческое здание театра, построенное в 1888 году, является объектом культурного наследия народов России федерального значения и охраняется государством.

## История самарского театра драмы имени Максима Горького
Самарский театр драмы ведёт свой отсчёт с 1851 года, когда Самаре был присвоен статус губернского города. Тогда в Самаре появилась первая профессиональная труппа — антреприза Е. Стрелкова. Она выступала в специально приспособленном доме купца Лебедева. В 1854 году особняк Лебедева сгорел.
В 1855 году у театра появилось деревянное здание, а в 1888 году по проекту архитектора М. Н. Чичагова, было построено новое каменное здание театра. Здание театра в русском стиле горожане стали называть «теремком» или «пряничным домиком».
Расцвет самарского театра в XIX веке связан с антрепризами П. М. Медведева (1860-80-е гг.), А. А. Рассказова в 1870-е годы, И. К. Немова, И. П. Новикова (1870-е, 1880-е годы). В Самаре выступали и т. н. «смешанные» труппы (драма, опера, оперетта). С 1907 года представления шли в театре-цирке «Олимп» (ныне это здание полностью снесено, однако на его месте построена похожая по архитектуре Самарская государственная филармония).
В 1930 году в Самаре создана постоянная труппа драматического театра, которая заняла здание театра выстроенное в 1888 году.
В начале 1930-х в неё входили актёры Ю. В. Толубеев, В. В. Меркурьев, А. Ф. Кистов, В. П. Шарлахов, В. С. Нельский, возглавлял труппу Н. К. Симонов.
В 1936 году в постановлении «об увековечении памяти Максима Горького» Куйбышевскому краевому драматическому театру присвоено имя писателя.
В 1955 году в качестве режиссёра был приглашён Пётр Львович Монастырский, в 1959 году он был назначен главным режиссёром театра и работал на этом посту до 1995 года (с перерывом с 1965 по 1967 год — работа в Воронеже).
В 1977 году Куйбышевский театр драмы был удостоен звания академического.
В 1995 году 80-летний П. Л. Монастырский ушёл в отставку. Губернатор Самарской области Константин Титов с 13 октября назначил на должность художественного руководителя Вячеслава Гвоздкова.
В 1996 году актриса Вера Ершова стала лауреатом национальной театральной премии «Золотая маска» в номинации «За честь и достоинство».
1998 год — театр принимает участие в Авиньонском фестивале.
2007 год — на I Всероссийском фестивале «Волжские театральные сезоны» спектакль «Душечка» А. Чехова (режиссёр В. Гвоздков) получил приз за лучшее музыкальное оформление.
2011 год — 160-летие театра отмечено специальным номером журнала «Театральная жизнь», посвящённым самарскому театру драмы. С 17 по 25 июня состоялись гастроли САТД им. М. Горького в Израиле со спектаклями «Шесть блюд из одной курицы» и «До третьих петухов».

## Современная труппа театра
Народные артисты России:
- Гальченко Владимир Александрович;
- Романенко (Надеждина) Жанна Анатольевна.

Заслуженные артисты России:
- Лазарева Елена Александровна;
- Машкин Юрий Анатольевич;
- Пономарев Валентин Викторович;
- Морозов Иван Иванович;
- Турчин Всеволод Михайлович.

- С полным составом труппы и репертуарным календарём можно ознакомиться на официальном сайте театра.

## В театре работали
- Аверьянов Андрей Викторович
- Акулич Олег Александрович (1985—1989)
- Амелин Александр Александрович (1984—2012)
- Аренский Михаил Васильевич, народный артист РСФСР (1936—1980)
- Белов Олег Константинович, заслуженный артист РФ (1992—2012)
- Белковская Вероника Мечиславовна (1963—1968)
- Борисов Владимир Владимирович, народный артист РФ (1948-2023)
- Бурэ-Небельсен Валерий Анастасович, народный артист РСФСР (1938—1954)
- Горбунов Вадим Викторович
- Головин Анатолий Николаевич (1970—1974)
- Гришко, Валерий Викторович (2009— 2022)
- Греков Герман Викторович (1997—2013)
- Демич Александр Иванович, народный артист РСФСР (1957—1975)
- Демич Юрий Александрович (1964—1973)
- Ершова Вера Александровна, народная артистка СССР (1943—2006)
- Владимирская Жанна Аркадьевна
- Давыдов, Пётр Семёнович,  народный артист Узбекской ССР (1918—1924)
- Заволокин Борис Фёдорович (1980—1989)
- Засухин Николай Николаевич (1948—1972)
- Ковалев Алексей Леонидович
- Красева Варвара Евгеньевна (1939—1967), народная артистка РСФСР
- Кузьмин Николай Николаевич, заслуженный артист РСФСР (1946-1986)
- Лазарев Михаил Гаврилович (1955—1989), народный артист РСФСР
- Мачкасов Валентин Павлович, народный артист РСФСР
- Михайлов Василий Ананьевич (1939—1961), народный артист РСФСР
- Михеев Николай Александрович (1970—1992)
- Монастырский Пётр Львович (1959—1965, 1967—1998), народный артист СССР
- Пономарёв Сергей Иванович (1958—1989)
- Романов Николай Яковлевич (1935—1937)
- Симонов Николай Константинович (1931—1934)
- Смехов Вениамин Борисович (1961—1962)
- Соколов Вадим Александрович (1963—1966), народный артист РСФСР
- Титов Константин Григорьевич
- Чекмасова Зоя Константиновна (1935—1964)
- Школьник Олег Львович (1980—1988)
- Шебуев Георгий Александрович (1935—1963)
- Шебуева Ольга Михайловна (1978—1998)

## Выдающиеся постановки прошлых лет
- «Материнское поле» Ч. Айтматова
- «Бесприданница» А. Островского
- «Ревизор» Н. Гоголя
- «Усвятские шлемоносцы» Е. Носова
- «Гарольд и Мод» К. Хиггинса, Ж.-К. Каррьер
- «Золотая карета» Л. Леонов
- «Старомодная комедия» А. Арбузов

## Вместимость зрительного зала
| ярус              | мест                |
| ----------------- | ------------------- |
| Балкон            | 58 мест (2 ряда)    |
| Амфитеатр         | 92 места (3 ряда)   |
| Бельэтаж          | 174 места (6 рядов) |
| Партер            | 356 мест (16 рядов) |
| Ложа Бенуар (две) | 22 места (4 ряда)   |

## В кинематографе
- По повести «Усвятские шлемоносцы» снят фильм-спектакль Куйбышевского академического театра драмы «Усвятские шлемоносцы» (1982 год, режиссёр П. Л. Монастырский).